# Pilsbach
Pilsbach – gmina w Austrii, w kraju związkowym Górna Austria, w powiecie Vöcklabruck. 1 stycznia 2015 liczyła 609 mieszkańców.